# Нарендра Лакшми
Нарендра Лакшми (непальск. नरेन्द्र राज्य लक्ष्मी देवी शाह; не ранее 1723—1775) — жена князя Горкхи Притхвинараяна (1723—1775), проводившего политику собирания непальских земель.
Родилась в семье раджпута Абхимана Сингха близ города Варанаси. В 1740 году вышла замуж за семнадцатилетнего наследного князя Горкхи Притхвинараяна. В исторической науке существует предположение, согласно которому она уступала ему в возрасте. В 1770 году в Непале была выпущена золотая монета (суки) с её именем. После смерти её мужа в Нувакоте в 1775 году в возрасте 52 лет, наравне с тремя служанками, совершила акт самосожжения — сати.